# Johan Hedberg
För andra betydelser, se Johan Hedberg (olika betydelser).
Claes Johan Hedberg,  född 5 maj 1973 i Nacka, är en svensk före detta professionell ishockeymålvakt som spelade senast för det amerikanska ishockeylaget New Jersey Devils i NHL.
Johan Hedberg fick sitt stora publika genombrott när han inför Stanley Cup-slutspelet 2001 fick chansen i Pittsburgh Penguins och spelade ett antal fantastiska matcher. Eftersom övergången blev väldigt plötslig så spelade han sina matcher i Penguins med sin mask från Manitoba Moose, som pryddes av en stor älg. Pittsburghpubliken började därför kalla sin nya okända hjälte för "Moose". Smeknamnet följde honom genom hans karriär i Nordamerika.
Hedberg har senare representerat NHL-lagen Vancouver Canucks, Dallas Stars och Atlanta Thrashers. Från och med säsongen 2010–11 spelade han i New Jersey Devils där han kommer agera reserv till ordinarie målvakten Martin Brodeur.
Under säsongen 2004–05 när NHL var i arbetsmarknadskonflikt spelade Hedberg i Leksands IF och var med om lagets återkomst till Elitserien.
Den 1 juli 2010 skrev Hedberg på ett ettårskontrakt värt 1,5 miljoner amerikanska dollar inklusive bonusar och innehåller en "no trade"-klausul, där det menas att Devils inte kan byta bort honom till något annat lag utan hans godkännande.
Den 4 juli 2013 valde Devils att köpa ut Hedberg från sitt kontrakt till en kostnad av 933 333 amerikanska dollar, som betalades ut de kommande två åren.
Hedberg spelade också i Tre Kronor.
Hösten 2014 påbörjade Hedberg en ny karriär som målvaktstränare.

## Klubbar
- Leksands IF
- Manitoba Moose
- Pittsburgh Penguins
- Vancouver Canucks
- Dallas Stars
- Atlanta Thrashers
- New Jersey Devils
- New York Rangers